# Jándula
Le Jándula  est une rivière espagnole, affluent du Guadalquivir.

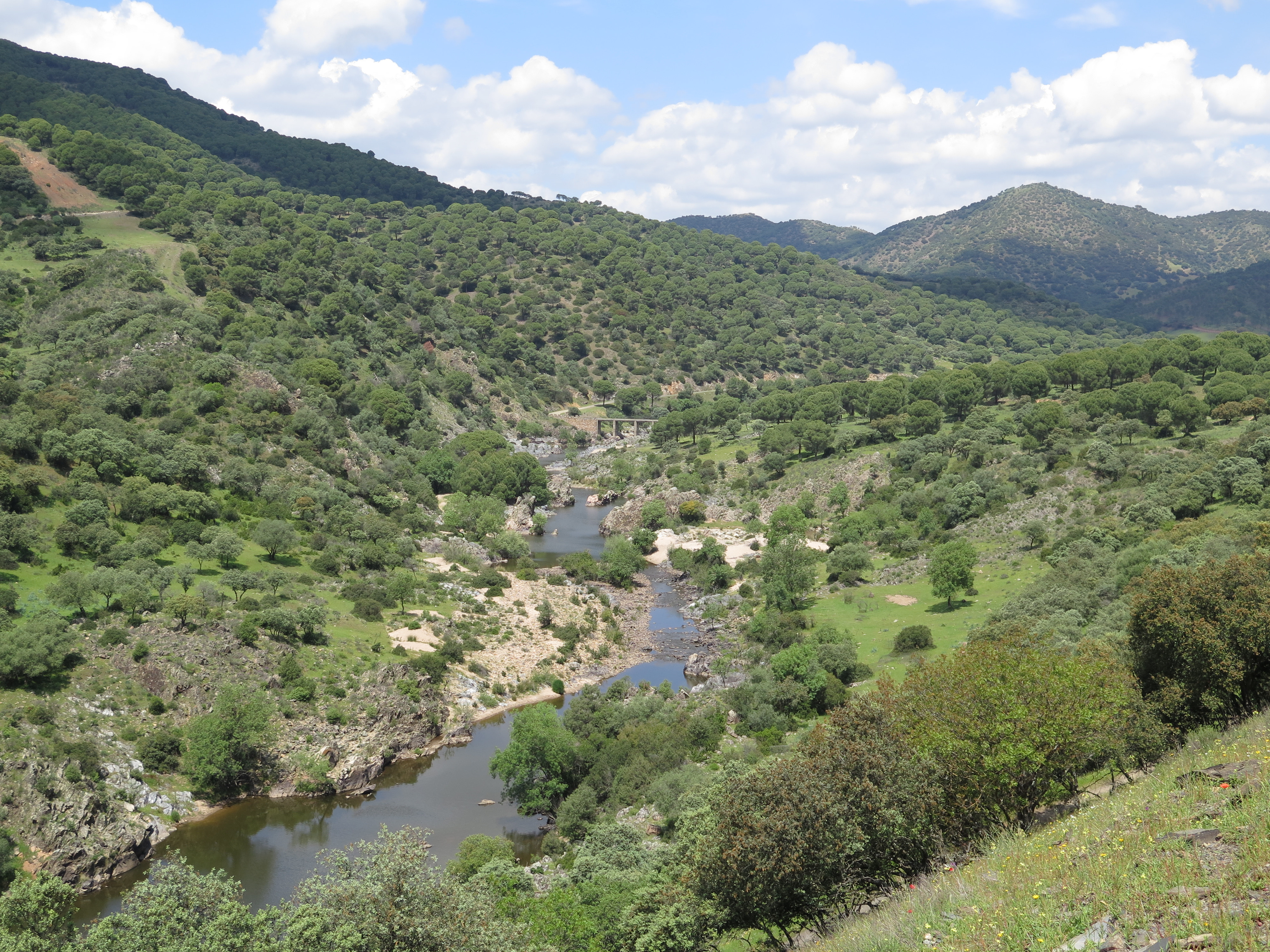
La rivière Jándula.